# Йоханес Беслер
Йоханес Беслер (на немски: Johannes Baessler) е немски офицер, служил по време на Първата и Втората световна война.

## Биография

#### Ранен живот и Първа световна война (1914-1918)
Йоханес Беслер е роден на 3 май 1892 г. в Гразегрунд, Германия. Присъединява се към армията през 1914 г. Участва в Първата световна война и в края ѝ е със звание оберлейтенант.

##### Междувоенен период
Присъединява се към Райхсвера. Служи в пехотата като щабен офицер. През 1935 г. е назначен в 1-ва танкова дивизия. На 10 ноември 1938 г. му е поверено командването на 4-ти танков полк.

#### Втора световна война (1939-1945)
На 10 септември 1939 г. е назначен за командир на 11-и корпус. На 15 април 1942 г. му е поверено командването на 9-а танкова дивизия. Скоро след това, на 27 юли 1942 г., е поставен в резерва. Между 1 и 26 ноември 1942 г. командва 14-а танкова дивизия. Ранен е тежко по време на битката при Сталинград. На 20 юли 1943 г., след като се възстановява, му е поверено командването на 242-ра пехотна дивизия. По време на бойните действия във Франция е обграден в Тулон и организира защитата на града. Ранен е тежко на 26 август 1944 г. Умира във Виена на 27 ноември 1944 г. (по други данни на 9 ноември)

## Военна декорация
- Орден „Германски кръст“ (1943) – златен (8 януари 1943)